# Recreio Desportivo de Águeda
Maillots
Le Recreio Desportivo de Águeda est un club de football portugais basé à Águeda dans le nord du Portugal.

## Historique
Le club évolue en 1re division lors de la saison 1983-1984. 
Lors de cette unique saison passée en D1, le club se classe 15e du championnat, avec 7 victoires, 5 matchs nuls et 18 défaites.
Le RD Águeda passe 12 saisons en 2e division. La dernière apparition en D2 du club remonte à la saison 1990-1991.